# Edward McMullan Fullington

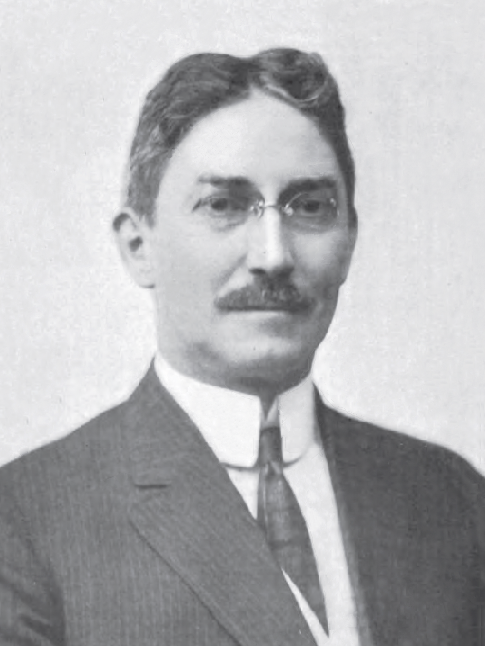
Edward McMullan Fullington (ok. 1912)

Edward McMullan Fullington (ur. 25 sierpnia 1864, zm. po 1921) – amerykański polityk, działacz Partii Republikańskiej ze stanu Ohio. W latach 1909–1913 pełnił funkcję Audytora Stanu Ohio, a następnie Audytora Filipin.